# Щеглов, Николай Михайлович
Николай Михайлович Щеглов (род. 16 марта 1960 года, город Трубчевск, Брянская область) — государственный и политический деятель. Депутат Государственной Думы восьмого созыва. Кандидат медицинских наук. Заслуженный врач Российской Федерации (2008).
Из-за вторжения России на Украину, находится под международными санкциями Евросоюза, США, Великобритании и ряда других стран

## Биография
Родился Николай Щеглов 16 марта 1960 года в городе Трубчевске, Брянской области. В 1984 году, завершив обучение в интернатуре Смоленского государственного медицинского университета и получив специальность «Хирург», начал свою трудовую деятельность врачом-хирургом ожогового отделения Брянской городской больницы № 4.
С июля 1985 по февраль 2003 года работал врачом-хирургом экстренной помощи во втором хирургическом отделении Брянской городской больницы № 4. С февраля по апрель 2003 года выполнял обязанности заместителя главного врача по хирургии МУЗ «Брянская центральная районная больница». С апреля 2003 года по декабрь 2015 года трудился в должности главного врача ГБУЗ «Брянская центральная районная больница».
В 2013 году успешно защитил диссертацимю на соискание степени кандидата медицинских наук. Общий трудовой стаж в медицине составляет более 30 лет, из них на руководящих должностях более 10 лет.
В 2008 году за заслуги в области здравоохранения Указом Президента Российской Федерации ему присвоено почетное звание «Заслуженный врач Российской Федерации».
В декабре 2015 года был назначен на должность заместителя Губернатора Брянской области. В региональном правительстве отвечал за вопросы социальной политики, труда и миграции.
На выборах в Государственную Думу VIII созыва, которые прошли в сентябре 2021 года, был включён в региональные списки политической партии «Единая Россия» по Брянской и Смоленской области. По итогам выборов получил мандат депутата Государственной Думы VIII созыва. С 12 октября 2021 года приступил к депутатским обязанностям.
Женат.

## Задекларированные доходы
По итогам 2019 года Николай Щеглов задекларировал доход в сумме 5 миллионов 636 тысячи рублей, его супруга заработала 1 миллион 577 тысяч рублей. В собственности семьи имеется жилой дом 233,5 кв. метров и автомобиль Тойота RAV 4.